# NGC 2678
NGC 2678 is een open sterrenhoop in het sterrenbeeld Kreeft. Het hemelobject werd op 15 maart 1784 ontdekt door de Duits-Britse astronoom William Herschel.